# Boston Storm
I Boston Storm (1993–1995) sono stati una società calcistica di Boston, negli Stati Uniti, appartenente alla United States Interregional Soccer League - USISL (1994) e successivamente alla United Soccer Leagues Second Division (1995). Dopo due anni di attività si sciolse.

## Cronologia
| Anno         | Conference/Division | Lega     | Sta. reg. | G  | Pu. | V | Sh. V | Sh. P | P  | Gf | Gs | Play off    | U.S. Open Cup |
| ------------ | ------------------- | -------- | --------- | -- | --- | - | ----- | ----- | -- | -- | -- | ----------- | ------------- |
| Boston Bolts |                     |          |           |    |     |   |       |       |    |    |    |             |               |
| 1994         | Northeast Division  | USISL    | 7°        | 18 | 65  | 5 | -     | -     | 13 | 24 | 47 | Non qualif. | ?             |
| 1995         | Capital Conference  | USISL PL | 7°        | 20 | 42  | 3 | 0     | 0     | 17 | 25 | 62 | Non qualif. | Non qualif.   |

## Giocatori
- Tom Fragalà
- Kevin Anderson (1993–1994)
- Dan Calichman (1994)
- Preston Burpo (1995)
- Francis Okaroh (1995)
- John DeBrito (1994)
- Mike Masters (1993–1994)
- Jeff Causey (1994)
- Bo Oshoniyi
- Gary Cronin